# Гашин сабор
Гашин сабор је међународни фестивал хумористичко-карикатуралног и породичног стрипа (фр. "Assemblée Gaston", festival international de bande dessinée humoristique, caricaturale et familiale), први своје врсте у Југоисточној Европи, основан 2018. у Београду.
Сабор организују Центар за уметност стрипа Београд при Удружењу стрипских уметника Србије и Дечји културни центар Београд. Званични језици фестивала су српски и француски, а манифестација се оглашава и у земљама Западне Европе.

## Концепт Сабора
Фестивал као концепт промовише „шепртљење и сањарење“, а слогани су му „три дана смеха“ и „смех, забава и чудеса за успут“. Организатори наводе да је циљ Сабора „афирмација племенитих, топлих и забавних штива која благотворно делују на духовне потребе публике и њено ментално здравље, али и на повезивање свих генерација и друштвену интеграцију“. Фестивал је интердисциплинарни, где се под истим кровом пружа лепеза догађаја – од забавно-поучних збивања за малишане и њихове родитеље, до културно значајних стручних скупова.
У складу са концептом „шепртљења и сањарења“, фестивал има опуштенију форму у организацији и имиџу — као у редакцији Гаше Шепртље, што подстиче опуштање публике и стручњака.

## Порекло имена
Назив фестивала овековечује митског јунака српске културе — Лењог Гашу из пера песника и стрипара Јована Јовановића Змаја, а по којем је столеће касније крштена и српска верзија „Гастона Лагафа“ из пера Андреа Франкена (André Franquin, 1924-1997). Фестивал је прве године посвећен управо Франкену, аутору који је са Жаном Жироом Мебијусом отелотворење и главни симбол франко-белгијског стрипа у српској и југословенским културама.

## Програми Сабора
Гашин сабор организује изложбе, сајам књига, промоције, предавања, пројекције, уметничке радионице, конкурс за гег–таблу, стручно–научни скуп и дружење са ствараоцима и стручњацима, уводећи лаике у поље хумористичког и карикатуралног стрипа.
На првом сабору 2018. године у три дана је одржано педесетак програма, представљено стотинак томова разних стрипова, као и десетак важнијих уметничких каријера, приказан нови француски филм „Гаша Шепртља“ и одржано више уметничких радионица и мастер класа.
Сабор је приказао осам изложби стрипа у трајању од две недеље. Андре Франкен је био главна тема сабора и за њега су биле везане изложбе „Мабреее“ о Гаши Шепртљи, „Франкен њим самим“, „Кад је Спира био млад“ и „Марсупилами целим својим репом“. Удружење стрипских уметника Србије (УСУС) представило је радове српских стрипара који су били везани за Франкеново окружење или су дали посвету мајстору — Божидар Милојковић БАМ, Радич Мијатовић, Никола Масловара, Милорад Жарић, председник Гашиног сабора Драган Лазаревић (Dragan de Lazare), Горан Трајковић, Саша Арсенић, Сабахудин Мурановић, Урош Беговић, Синиша Бановић, Милосав Остојић и др. Као специјални гост премијерно се са својим радом пред српском публиком појавио Бруно Гилсон, белгијски стрипар, активиста и стручњак.
Доајен Лазо Средановић је изложио епизоду серијала, „Дикан: Ђавоља варош“ (2017). Један од врхунаца програма је била велика самостална изложба главног госта фестивала Радича Мијатовића, новосадског мајстора стрипа, карикатуре и илустрације, омиљеног цртача са простора некадашње Југославије још од друге половине 1970–их.

## Признања Сабора
Велика повеља Гашиног сабора се додељују за „изузетан допринос светској уметности хумора, карикатуре, шепртљења и сањарења“.
Звања Витез и Госпа од духа и хумора додељују се уметницима, истраживачима, уредницима и педагозима који су кључно допринели уметности духа и хумора, и тиме обележили српску и међународну културу у другој половини 20. и почетком 21. века.

### Велика повеља Гашиног сабора
- Породица Ђорђа Лобачева, Москва[3]
- Породица Здравка Зупана, Београд[3]
- Ђорђе Димитријевић, Београд[3]
- Радич Мијатовић - Миша, Нови Сад[3]
- Божидар Милојковић БАМ, Београд[3]
- Школа стрипа "Ђорђе Лобачев" (основана 1991)[4]
- Политикин Забавник (основан 1939)[4]
- Јеж (основан 1935)[4]
- Јован Стојановић (1936)[4]
- Бранислав Брана Николић (1936)[4]
- Милета Милорадовић (1948)[4]
- Миомир Томић (1948)[4]
- Лазо Средановић (1939)[4]

### Звање „Госпа од духа и хумора”
- Владана Ликар-Смиљанић, Београд[3]
- Ирина Антанасијевић, Београд[3]

### Звање „Витез од духа и хумора”
Србија
- Зоран Андрић[3]
- Василије Афанасијев[3]
- Жика Богдановић[3]
- Тошо Борковић[3]
- Драган Боснић[3]
- Милан Буковац[3]
- Владимир Весовић[3]
- Југослав Влаховић[3]
- Душан Вукојев[3]
- Љубиша Гвоић[3]
- Ђорђе Димитријевић[3]
- Бојан М. Ђукић[3]
- Добрица Ерић[3]
- Милорад Жарић[3]
- Александар Жикић[3]
- Слободан Ивков[3]
- Богдан Јовановић[3]
- Драгош Јовановић — Фера[3]
- Бранислав Керац[3]
- Љубомир Кљакић[3]
- Зоран Ковачевић[3]
- Бојан Ковачевић[3]
- Миомир Кулић[3]
- Михаило Куртовић[3]
- Лаза Лазић[3]
- Никола Масловара[3]
- Радич Мијатовић[3]
- Ненад Микалачки — Ђанго[3]
- Божидар Милојковић[3]
- Бранислав Милтојевић[3]
- Миленко Михајловић[3]
- Бранислав Николић — Брана[3]
- Светозар Обрадовић[3]
- Лазар Одановић[3]
- Васа Павковић[3]
- Жељко Пахек[3]
- Драган Перић[3]
- Душан Петричић[3]
- Петар Петровић (Пеца Марш)[3]
- Вујадин Радовановић[3]
- Шпиро Радуловић[3]
- Момчило Рајин[3]
- Душан Рељић[3]
- Градимир Смуђа[3]
- Лазо Средановић[3]
- Слободан Станишић[3]
- Борислав Станковић — Стабор[3]
- Јован Стојановић, Париз (псеудоним 1950–1960–их: John Radley)[3]
- Фрања Страка[3]
- Живојин Тамбурић[3]
- Мирољуб Тодоровић[3]
- Миомир Томић[3]
- Владимир Тополовачки[3]
- Растко Ћирић[3]
- Славиша Ћировић[3]
- Борислав Шајтинац[3]
- Богољуб Арсенијевић – Маки[4]
- Илија Бакић[4]
- Лудвик Винсент Гадомски[4]
- Геза Шетет[4]
- Милета Милорадовић — Мића[4]
- Зоран Михаиловић[4]
- Золтан Нађерђ[4]
- Џими Степанов (Србија/Немачка)[4]
- Горан Ћеличанин[4]
- Драган Р. Филиповић[4]

Подручје некадашње Југославије
Македонија
- Диме Иванов — Димано[3]
- Томислав Османли[4]

Црна Гора
- Лука Лагатор[3]
- Мирко Зулић[4]
- Горан Шћекић[4]

Босна и Херцеговина
- Мидхат Ајановић — Ајан (сада у Шведској)[3]
- Горан Делић[4]
- Горан Дујаковић[4]

Хрватска
- Руди Аљиновић[3]
- Боривој Довниковић — Бордо[3]
- Недељко Драгић (сада у Немачкој)[3]
- Дарко Мацан[3]
- Јулио Радиловић Јулес[3]
- Алем Ћурин[4]
- Фрањо Срезовић – Ратко[4]
- Влатко Брозовић[4]
- Крешимир Скозрет[4]
- Драган Павасовић[4]
- Дарко Креч[4]

Словенија
- Цирил Гале[3]
- Жига Лесковшек[3]
- Николај Мики Мустер[3]
- Изток Шуштершич[3]
- Костја Гатник[4]

Ванбалкански простори
Белгија
- Франсоа Валтери (François Walthéry)[3]
- Митик (Mythic, право име Жан–Клод Смит–л–Бенедикт; Jean–Claude Smit–le–Bénédicte)[3]

Енглеска
- Пол Гравет[4]

## Главни гости Сабора
- 2018: Радич Мијатовић Миша
- 2019: Лазо Средановић
- 2020: Зоран Ковачевић